# 克里斯蒂安·施利曼
克里斯蒂安·施利曼（德語：Christian Schliemann，1962年7月4日—），德国男子曲棍球运动员。他曾代表西德国家队参加1988年夏季奥林匹克运动会曲棍球比赛，获得一枚银牌。